# Wôkoli
Le wɔ̌koli (aussi appelé wôkoli ou wokoli) est une préparation culinaire du Bénin issue du wɔ̌. Celui-ci constitue en fait du wɔ̌ qui n'a pas été entièrement consommé la journée de sa confection, il est plutôt mangé le lendemain,. Cette préparation, très consommée au Bénin, est conséquemment appelée la pâte de maïs du lendemain, la pâte d'hier ou encore la pâte recyclée.
Le lendemain, le wɔ̌ qui devient wɔ̌koli présente un aspect plus rigide mais toujours aussi tendre. Cela permet de le réchauffer à l'eau bouillante et de le consommer derechef,.
Chez les peuples Aïzo, le wɔ̌koli fait même l'objet d'une célébration. Au cours de celle-ci, on consomme exclusivement du wɔ̌koli avec différentes sauces. Cette fête identitaire permet de regrouper les ressortissants Aïzo pour discuter et apporter des solutions aux problèmes qu'ils rencontrent,,.
Le wôkoli se mange à n'importe quelle heure de la journée, mais le plus souvent le soir et le matin. C'est un plat de résistance qui se mange à toutes les sauces,.